# Linia McNamary

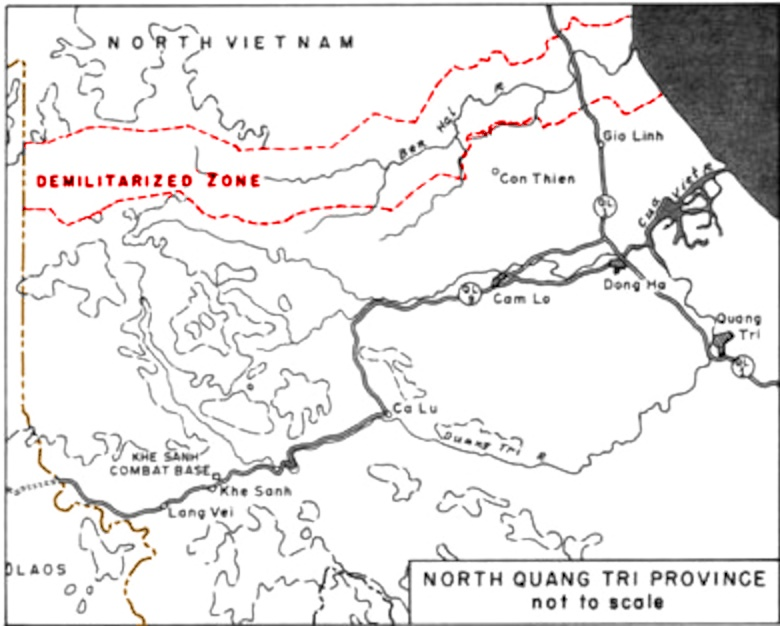

Linia McNamary – linia fortyfikacji zbudowana w Wietnamie Południowym wzdłuż strefy zdemilitaryzowanej na granicy z Wietnamem Północnym. Zbudowana przez Amerykanów nazwana na cześć ówczesnego sekretarza obrony USA, Roberta McNamary.
Linia powstała w latach 1967–1968, początkowo jako system pól minowych i wież wartowniczych (wyposażonych w broń maszynową i reflektory). Stopniowo rozwijana przez budowę betonowych schronów oraz systemów dozoru elektronicznego.